# .co
co. دامنه سطح بالای کد کشور اینترنتی (ccTLD) است که به کلمبیا اختصاص داده شده است.

## نام دامنه‌های سطح دوم
زمانی که آنها اداره امور را به دست گرفتند. دامنه CO, .CO Internet SAS خط‌مشی‌های دامنه جدیدی را اجرا کرد که نسبت به سیاست‌های تاریخی که توسط دانشگاه آند اداره می‌شد، انعطاف‌پذیرتر بودند. سیاست‌های جدید با بهترین شیوه‌های بین‌المللی تنظیم شده و با مشورت با جوامع محلی و بین‌المللی تعریف شده است. با سیاست‌های جدید، کلمبیا می‌تواند نام‌های دامنه سطح دوم مانند widgets.co را که قبلاً فقط نام‌های دامنه سطح سوم مانند widgets.com.co در دسترس بود، به جهان بفروشد.
برای جشن راه اندازی دامنه‌های سطح دوم، رجیستری اولین حرف واحد را به حراج گذاشت. نام دامنه CO "e.CO" در هفته اینترنت در ۱۰ ژوئن ۲۰۱۰. ویدئویی از این حراج را می‌توانید در اینجا مشاهده کنید: برای قیمت خرید ۸۱۰۰۰ دلار، برنده حراج، کارآفرین اینترنتی Lonnie Borck از B52 Media بود. عواید حاصله به یک هدف خیریه به انتخاب برنده اهدا شد.
علاوه بر e.co، تک حرف دیگر. نام‌های دامنه CO که اختصاص داده شده‌اند عبارتند از:
| [a.co] | آمازون                   |
| [b.co] | Bestseller.com           |
| [g.co] | گوگل                     |
| [m.co] | تحرک ماشین ولوو          |
| [o.co] | Overstock.com            |
| [s.co] | اسنپ چت                  |
| [t.co] | توییتر                   |
| [x.co] | کوتاه کننده URL GoDaddy  |
| [y.co] | Y.CO - شرکت قایق بادبانی |

با توجه به بهینه‌سازی موتور جستجو، گوگل تأیید کرد که «در صورتی که محتوا در سطح جهانی هدف قرار گیرد، دامنه‌های .co را به طور مناسب رتبه بندی می‌کند».

### خلاصه سیاست‌ها از سال ۲۰۱۰
- هر شخص یا نهادی در جهان می‌تواند نام دامنه .co را ثبت کند
- هیچ الزامی برای اقامتگاه یا اسناد سنگین وجود ندارد
- مدت زمان ثبت نام بین ۱ تا ۵ سال و با تمدید می‌باشد
- ثبت نام کنندگان به راحتی می‌توانند نام دامنه را انتقال دهند

. دامنه‌های CO از طریق جدول زمانی زیر در دسترس قرار گرفتند:
- ۱ آوریل ۲۰۲۱–۲۰ آوریل ۲۰۱۰: Sunrise A به علائم تجاری محلی ثبت شده اجازه داد تا برای دامنه‌های مطابقت دقیق درخواست دهند.
- ۲۶ آوریل ۲۰۱۰–۱۰ ژوئن ۲۰۱۰: Sunrise B به علائم تجاری با جلوه ملی اجازه داد برای دامنه‌های مطابقت دقیق اعمال شوند.
- ۲۱ ژوئن ۲۰۱۰–۱۳ ژوئیه ۲۰۱۰: Landrush به هر کسی اجازه داد تا برای نام‌های دامنه با ارزش تجاری بالا درخواست دهد.
- ۲۰ ژوئیه ۲۰۱۰: دامنه‌های .co به‌طور کلی در دسترس قرار گرفتند.[۶]

## ثبت دامنه سطح سوم
ثبت‌های دامنه سطح سوم به‌خوبی منعکس‌کننده سلسله‌مراتب «سنتی» IANA .com / .net / .org / .gov / .edu / .mil با افزودن یک معادل ملی از .name است. متفاوت از ثبت‌هایی که مستقیماً تحت .co هستند، که برای نشان دادن علایق مرتبط جهانی استفاده می‌شوند، دامنه‌های سطح سوم برای علامت دادن به مشاغل، سازمان‌ها، مؤسسات دانشگاهی و دولت مرتبط محلی استفاده می‌شوند.

## تاریخ
IANA کدهای آلفا-2 ISO 3166-۱ را به عنوان دامنه‌های سطح بالای کد کشور تفویض می‌کند و در ۲۴ دسامبر ۱۹۹۱، دامنه سطح بالای .co به کلمبیا اختصاص داده شد و به دانشگاه لس آند واگذار شد.
در سال ۲۰۰۱، دانشگاه شروع به بررسی امکان بازاریابی دامنه به عنوان جایگزینی برای دامنه‌های سطح بالای عمومی کرد. دولت کلمبیا بر این اساس اعتراض کرد که دانشگاه، یک نهاد خصوصی، نظارت نظارتی بر TLD ندارد و وزیر ارتباطات، آنجلا مونتویا هولگین، به آنها نامه نوشت و درخواست کرد که ادامه ندهند. دانشگاه به نوبه خود به ICANN نامه نوشت و اعتراضات دولت را رد کرد و قصد خود را برای تعیین یک پیمانکار فرعی برای مدیریت تجاری سازی دامنه اعلام کرد.
در جلسه ای در ۱۱ دسامبر ۲۰۰۱، هولگوین از اتاق مشورتی و خدمات مدنی شورای دولتی خواست تا سه موضوع را در نظر بگیرند:
1. آیا دامنه .co یک منبع عمومی است
2. اگر دامنه یک منبع عمومی باشد، خواه ذاتاً با مخابرات مرتبط باشد
3. اگر دامنه با مخابرات مرتبط باشد، چه کسی باید از تجاری سازی آن سود ببرد

در رابطه با این سه موضوع، جلسه به این نتیجه رسید که:
1. دامنه .co که به کلمبیا اختصاص داده شده است، مورد علاقه عمومی است
2. مدیریت دامنه ذاتاً با مخابرات مرتبط است و از این رو تحت صلاحیت وزارت ارتباطات است، به استثنای آن دسته از وظایفی که توسط وزارت آموزش ملی به ICFES واگذار شده است.
3. مگر اینکه کنگره کلمبیا قانونی را تصویب کند که اجازه می‌دهد مالیات در رابطه با ثبت نام دامنه دریافت شود، هیچ مبلغی برای چنین خدماتی دریافت نمی‌شود.

در پاسخ به جلسه شورای دولتی، دانشگاه در ۱۲ فوریه ۲۰۰۱ به ICANN نامه نوشت و بیان کرد که از برنامه‌های تجاری سازی دامنه صرف نظر کرده است و از آنجا که «دیگر نمی‌تواند مسئولیت‌های اداری و عملیاتی را تحمل کند» می‌خواهد مسئولیت خود را متوقف کند. برای راه اندازی دامنه
سرانجام، با تصویب قانون ۱۰۶۵ در سال ۲۰۰۶، وزارت ارتباطات کلمبیا یک فرایند مشاوره عمومی را با مشارکت شرکت کنندگان محلی و بین‌المللی، از جمله اعضای جامعه ICANN، با هدف تعریف آینده این کشور آغاز کرد.CO TLD. در نتیجه آن فرایند، از طریق قطعنامه ۰۰۱۶۵۲ در سال ۲۰۰۸، وزارت سیاست‌های جدیدی را تصویب کرد که بر اداره کشور حاکم خواهد بود.CO TLD. یک پروسه تدارکات عمومی آغاز شد که منجر به اعطای قرارداد اداری به .CO اینترنت SAS. سرانجام، در ۷ فوریه ۲۰۱۰، مدیریت TLD از دانشگاه آند به .CO Internet SAS، تحت نظارت نظارتی و سیاستی وزارت ارتباطات کلمبیا.
در ۲۰ ژوئیه ۲۰۱۰، دامنه‌های سطح دوم .co بر اساس اولویت اول در دسترس سایر نقاط جهان قرار گرفت. در سال ۲۰۱۴،CO Internet SAS توسط Neustar به مبلغ ۱۰۹ میلیون دلار خریداری شد و به یک شرکت تابعه کاملاً متعلق به Neustar تبدیل شد. مسئول ارتقاء، مدیریت و عملیات فنی .co TLD است.

## ثبت کنندگان معتبر
فقط ثبت‌کنندگان معتبر قادر به فروش مستقیم نام‌های دامنه .co هستند. ثبت‌کننده‌های دیگری که نام‌های دامنه .co را می‌فروشند، به‌عنوان فروشنده‌ای عمل می‌کنند. لیست ثبت کنندگان معتبر در دسترس است. وب سایت اینترنتی CO، و از اکتبر ۲۰۱۱، ۲۰ ثبت کننده معتبر وجود دارد. برخی از ۲۰ ثبت کننده تحت چندین برند کار می‌کنند.